# Рахматуллаева, Шафоат
Шафоат Рахматуллаева — советская и узбекистанская актриса театра и кино, народная артистка Узбекистана.
Родилась 4 января 1941 года в селе Навбахор Фуркатского района Ферганской области в семье председателя колхоза.
После окончания семилетней школы поступила в Кокандское женское педагогическое училище, во время учебы посещала драмкружок. С 1959 года работала учительницей начальных классов.
В 1963 году поступила на музыкально-драматический факультет Ташкентского театрально-художественного института.
С 1965 по 1969 и с 1973 по 2000 год — актриса Сырдарьинского областного музыкально-драматического театра им. А. Ходжаева. С 1969 по 1973 и с 2000 года — актриса Кокандского городского театра музыкальной драмы им. Хамзы.
Наряду со спектаклями, сыграла роли в таких фильмах, как «Клоун», «Севгинатор», «Гонка», «Волшебная шапочка», «Призвание», «В поисках себя» и других. Амплуа — мудрая женщина с сильным характером.
Заслуженная артистка Узбекской ССР (1980). Народная артистка Узбекистана (1992).
Умерла 24 декабря 2024 года.
Шафоат Рахматуллаева была замужем за аккордеонистом Эркином Касымовым. Их сын умер в младенчестве. Узнав, что больше не может иметь детей, развелась, чтобы муж мог создать новую семью.